# Ceratopipra chloromeros
El saltarín coliancho (Ceratopipra chloromeros), también denominado saltarín de cola redonda (en Perú), es una especie de ave paseriforme de la familia Pipridae perteneciente al género Ceratopipra. Es nativo del centro oeste de América del Sur.

## Distribución y hábitat
Se distribuye en el este del Perú (hacia el sur desde el sur de Amazonas y San Martín), adyacente oeste de Brasil (Acre) y norte de Bolivia (oeste de Santa Cruz).
Esta especie es considerada locamente bastante común en sus hábitats naturales: los estratos medio y bajo de selvas húmedas de piedemonte, hasta los 1400 m de altitud.

## Sistemática

### Descripción original
La especie C. chloromeros fue descrita por primera vez por el naturalista suizo Johann Jakob von Tschudi en 1844 bajo el nombre científico Pipra chloromeros; la localidad tipo es «valle de Vitoc, Junín, Perú.»

### Etimología
El nombre genérico femenino «Ceratopipra» es una combinación de la palabra del griego «keras, keratos» que significa ‘cuerno’, y del género Pipra, los manaquines; y el nombre de la especie «chloromeros», se compone de las palabras del griego «khlōros» que significa ‘amarillo’, y «mēros» que significa ‘pierna’.

### Taxonomía
Los datos genéticos indican una relación próxima con Ceratopipra rubrocapilla, y estas dos siendo hermanas del par formado por C. erythrocephala y C. mentalis. Es monotípica.